# Vague scélérate

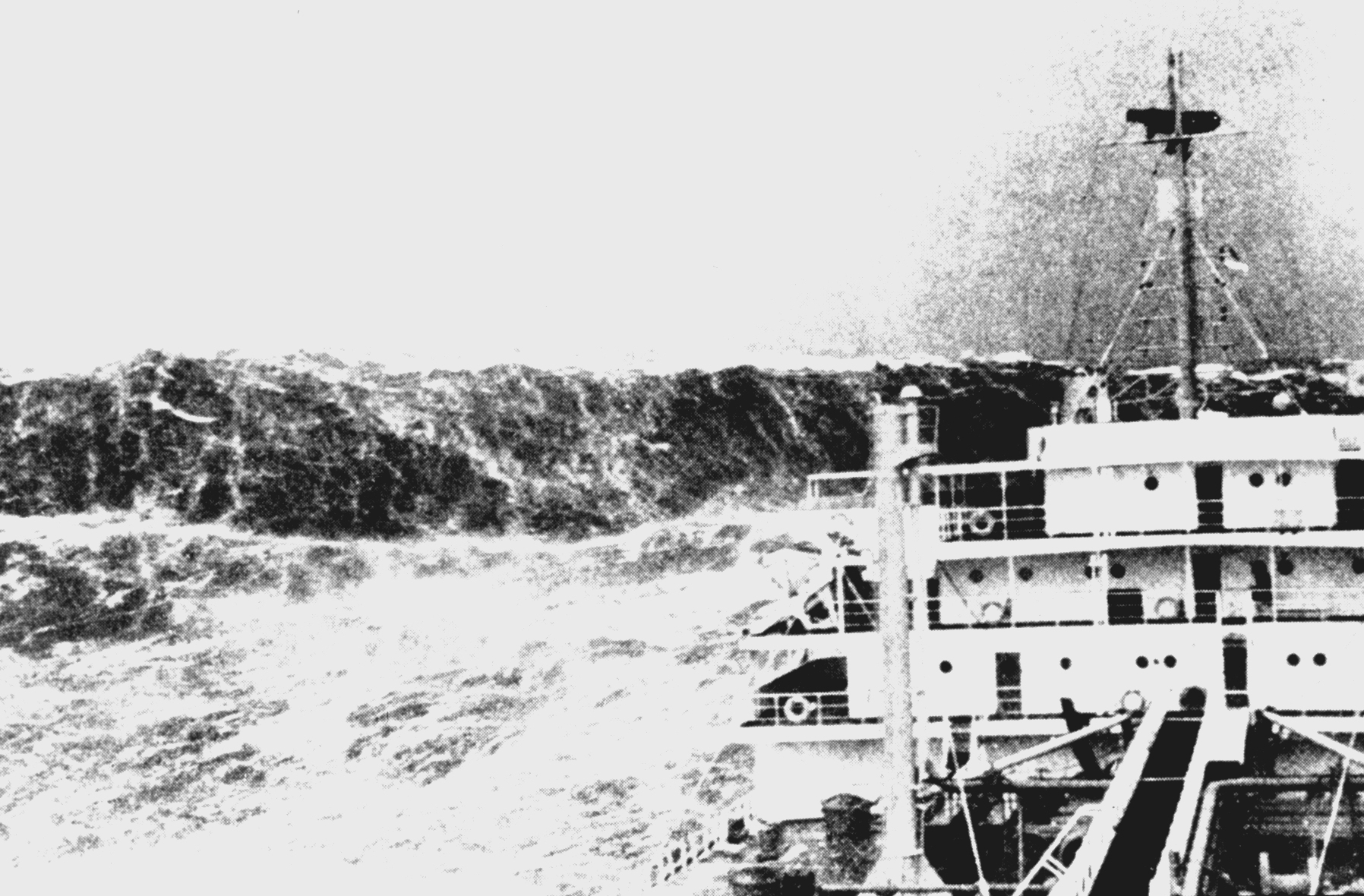
Vague scélérate vue d’un navire marchand (1940, Golfe de Gascogne, ligne de sonde des 100 brasses).

Les vagues scélérates sont des vagues océaniques très hautes, soudaines, considérées comme très rares. Cette rareté est relative, les observations ne concernant qu'une très faible partie d'entre elles, compte tenu de l'étendue des océans et de la rapidité avec laquelle les vagues se forment et se défont au sein des trains de vagues où elles se propagent.
Jusqu'au milieu du XXe siècle, l'existence des vagues scélérates était mise en doute, faute de mesures objectives, par la grande majorité des scientifiques spécialisés dans l'étude des vagues, malgré les nombreux témoignages rapportés par les marins au cours des siècles, et la rencontre de ces vagues par de gros navires modernes. Ces vagues étaient alors rattachées, sans véritable examen, au folklore maritime. Il a fallu attendre la mesure par une frégate météo britannique d'une vague de 20 mètres et l'analyse de cet événement par l'océanographe Laurence Draper en 1964 pour que les scientifiques révisent leur position et commencent à s'intéresser au sujet.

## Historique
Les marins connaissent depuis des siècles ce que les chercheurs n'ont documenté que depuis la fin du XXe siècle.
Les chercheurs ont longtemps peiné à confirmer la réalité des témoignages de marins à propos de vagues monstrueuses. L'idée générale alors était que la hauteur des vagues variait suivant une distribution normale.
Cet état de fait a changé en 1995, lorsqu'une vague a frappé l'installation pétrolière Draupner en mer du Nord norvégienne. La plateforme était équipée d'un laser pointé vers le bas et a enregistré une vague de 26 mètres de haut au milieu d'une mer de vagues de 11,8 mètres. Cette preuve tangible a transformé le mythe maritime en réalité.
Il serait cependant caricatural d'affirmer que les océanographes n'ont pas cru les dires des marins avant 1995. L'étude scientifique des vagues remonte en effet au XIXe siècle et s'est poursuivie tout au long du XXe siècle. La difficulté à obtenir des données fiables a été le frein principal à l'étude du phénomène, bien plus qu'un refus des spécialistes du domaine.
Une vague scélérate, détectée en 2020 par une bouée à houle au large du Canada, dans l'océan Pacifique, a été étudiée puis son existence portée à la connaissance du public en 2022. Cette nouvelle étude suggère que l'origine des vagues scélérates est due à un phénomène d'interférence constructive, plusieurs trains d'ondes — de vagues — se cumulent en un point précis, formant ainsi la vague scélérate.

## Caractéristiques

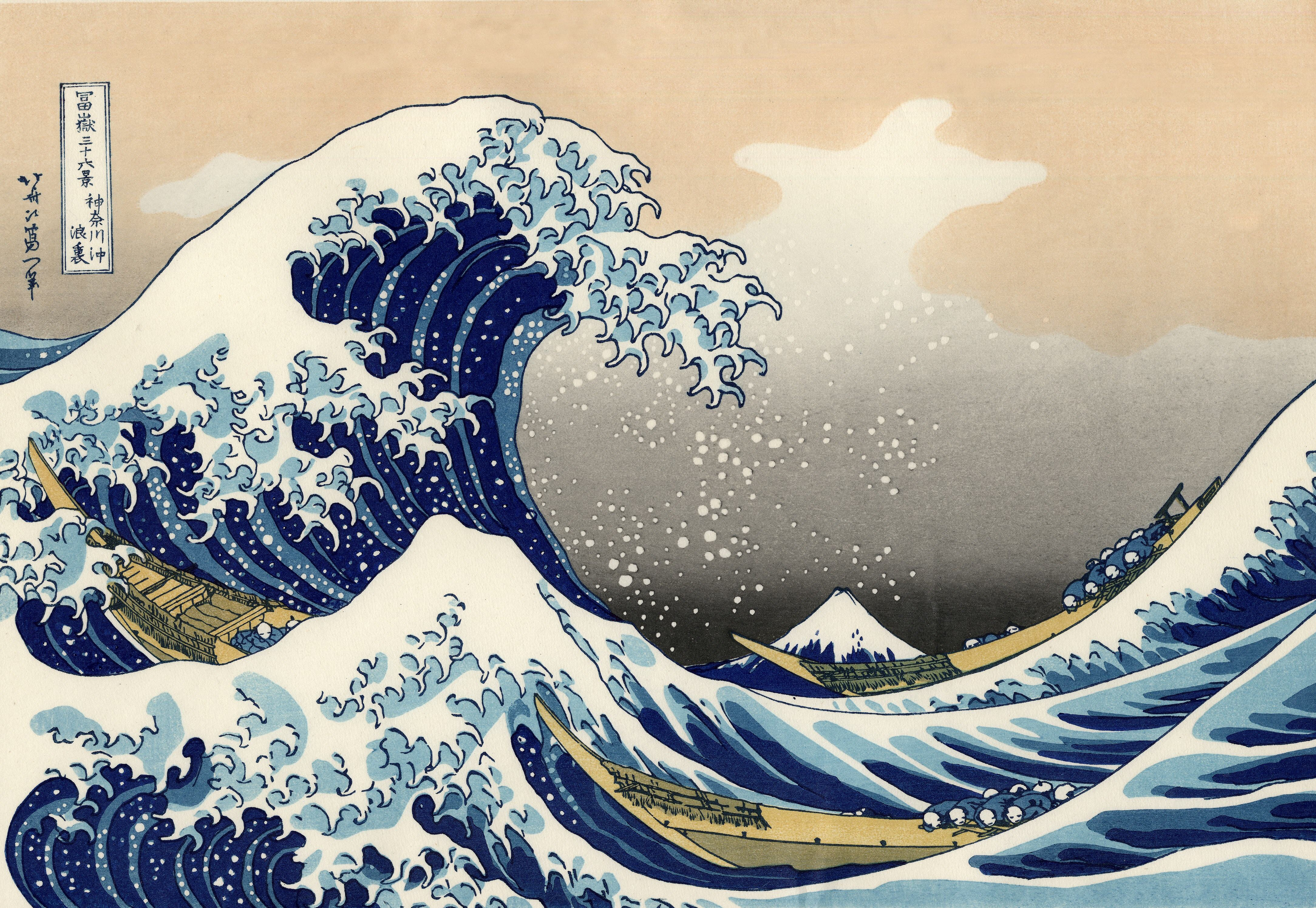
La Grande Vague de Kanagawa.

Contrairement aux tsunamis qui sont des vagues de grande longueur d’onde et qui ne s’élèvent qu’à l’approche des côtes, les vagues scélérates font partie de trains d’ondes de l’état de la mer et ont à peu près la même longueur d’onde que leurs voisines, mais ont un profil beaucoup plus abrupt que celui des autres vagues. L’état de la mer étant irrégulier, des vagues de grande hauteur sont toujours possibles, mais plus elles sont hautes (par rapport à la hauteur des autres vagues), moins elles sont probables. On parle de vague scélérate pour des hauteurs du creux à la crête de plus de 2,1 fois la hauteur significative des vagues Hs,. Les vagues scélérates se forment sans raison évidente. Elles sont souvent décrites comme des murs d’eau qui viennent heurter les navires, contrairement aux vagues « normales » qui montent en pente relativement douce, permettant aux navires de passer par-dessus. Des vagues scélérates ont été observées dans tous les océans du monde, qu’il y ait ou non des courants importants en surface.
Les vagues scélérates peuvent atteindre des hauteurs crête à creux de plus de 30 mètres et des pressions phénoménales.
Ainsi, une vague normale de 3 mètres de haut exerce une pression de 6 tonnes par mètre carré. Une vague de tempête de 10 mètres de haut peut exercer une pression de 12 tonnes par mètre carré. Une vague scélérate de 30 mètres de haut peut exercer une pression allant jusqu’à 100 tonnes par mètre carré. Or, aucun navire n’est actuellement conçu pour résister à une telle pression.
Il existerait aussi un phénomène dit des « trois sœurs ». Il s’agirait de trois vagues scélérates successives, et donc d’autant plus dangereuses, car un bateau qui aurait eu le temps de réagir correctement aux deux premières vagues n’aurait que très difficilement la possibilité de se remettre dans une position favorable pour la troisième.
Les vagues scélérates peuvent également atteindre les côtes et y causer des dommages, y compris létaux, comme en août 2023 à Cronulla, en Nouvelle-Galles du Sud.

## Théories explicatives
Il convient d’abord de distinguer les grandes vagues des vagues scélérates. Les plus grandes vagues observées sont généralement présentes dans un état de mer déjà fort, soit dans de fortes tempêtes, soit dans des zones de courants contraires, comme dans la zone du courant des Aiguilles, le long de la côte est de l’Afrique du Sud. Dans ce cas, il s’agit d’un simple phénomène de réfraction qui augmente la hauteur significative Hs, sans que nécessairement cela donne des vagues de hauteur H supérieure à 2,1 Hs.
Les observations indiquent que ce seuil de 2,1 Hs est atteint beaucoup plus souvent que ce que prévoit la théorie linéaire de la propagation des vagues. Pour des vagues en canal à houle, se propageant dans une seule dimension il peut y avoir 100 fois plus de vagues scélérates que ce que prévoit la théorie linéaire. La fréquence d’apparition des vagues scélérates est donc nécessairement liée au caractère non linéaire des vagues, connu depuis le XIXe siècle, mais avec des conséquences qui sont encore incomprises. Ainsi, dans un train de houle, la vague scélérate apparaît en empruntant l’énergie contenue dans ses voisines, avant de la leur rendre en disparaissant ou de la perdre en déferlant. On parle de modulation d’amplitude.
Ces vagues sont prévues comme solutions particulières d’équations non linéaires, telles que l’équation de l’onde de Boussinesq ou l’équation de Korteweg-de Vries par exemple. Mathématiquement, elles correspondent au soliton, c’est-à-dire des vagues à forme singulière qui se propagent sans que leur forme ne change. Cette évolution non linéaire est bien vérifiée dans un canal à houle pour des vagues se propageant dans une seule direction. Mais la complexité de telles équations rend difficile la résolution dans le cas à deux dimensions. Une version non linéaire de l'équation de Schrödinger a également inspiré les océanographes pour sortir du modèle mathématique linéaire,. Ainsi, le comportement du soliton de Peregrine et des autres solutions rationnelles de cette équation constituent une piste intéressante,.
Dans le cas de propagation de vagues dans des directions différentes, il semblerait que certaines circonstances encore mal définies puissent provoquer non pas la diminution, mais l’accumulation des ondes de houle, provoquant une vague scélérate.

## Détection
Le phénomène des vagues scélérates étant rare et extrême, les équipements de mesure sont rarement dimensionnés pour les détecter. De plus un tel phénomène peut sur les enregistrements se confondre avec une erreur de mesure.
La mesure des vagues est, depuis les années 1990, faite au moyen de lasers, radars ou bouées, qui mesurent l’élévation de la surface en un point. De telles mesures sur la plate-forme Draupner, en mer du Nord, ont fourni les premières preuves irréfutables de l’existence des vagues scélérates.
Alors que la détection des vagues scélérates par satellite est encore hors de portée en 2009, plusieurs travaux utilisant des radars de navigation embarqués sur des navires essayent de reconstruire la forme de la surface à partir du fouillis de mer pour, entre autres, détecter des vagues scélérates avant que le navire ne les rencontre. En 2012, la Direction générale de l'Armement et l'entreprise toulousaine Noveltis présentent un système d'alerte de vagues extrêmes (SAVAS) susceptible de prévoir sur sept jours les zones à risques de vagues scélérates. Il s'agit d'une modélisation de données météorologiques, physiques et statistiques, actualisée toutes les six heures ; le système a été testé par le patrouilleur L'Adroit au large de l'Afrique du Sud,.

## Conséquences sur la structure des navires
La réalité des vagues scélérates est maintenant parfaitement démontrée et documentée, et peut avoir des conséquences sur la sécurité maritime et la conception des grands navires marchands, notamment les minéraliers et les vraquiers qui ne sont pas conçus pour résister à des impacts hauts au-dessus de la ligne de flottaison, et qui coulent en quelques minutes.
Si un tanker (ou tout bateau long) rencontre une telle vague de face (ou par l’arrière), cela pose deux problèmes :
- la masse de l’eau en mouvement représente une énergie au moins double par rapport aux vagues habituelles, qui percute le bateau par sa proue (par exemple). Il n’est pas rare qu’une vague scélérate ait une hauteur au moins égale à celle du château ;
- l’effet cumulé de la hauteur exceptionnelle des vagues et de la longueur d’onde peut littéralement soulever le bateau par les deux extrémités. La partie centrale du bateau se retrouve alors dans le vide, ou tout au moins se retrouve moins portée par l’eau, et est donc soumise à des efforts mécaniques énormes (surtout si les soutes sont pleines) qui peuvent casser le bateau en deux[22].

Si la vague frappe le bateau par le côté, elle peut le faire chavirer.
Il est cependant à noter que les vagues scélérates sont à l'origine de quelques pourcents des naufrages : une erreur humaine couplée à de mauvaises conditions météorologiques est une cause de naufrage bien plus probable que la survenue d'une vague exceptionnelle.

## Observations et accidents notables
Entre 1973 et 1994, on estime que vingt-deux cargos ont coulé à la suite d'une rencontre avec des vagues scélérates. Les chercheurs suspectent que les vagues scélérates ont fait plus de 500 victimes au cours de la seconde moitié du xxe siècle. Des observations et accidents suspectés sont listés ci-dessous.

### XIXesiècle
- 1828 : L'Astrolabe, navire conduit par Jules Dumont d’Urville, rencontre des vagues qualifiées de monstrueuses près des côtes de la Nouvelle-Zélande et de la Nouvelle-Guinée.
- 1900 : Au phare des îles Flannan, trois gardiens de phare disparaissent dans une tempête. Des équipements sont découverts, endommagés par des vagues de 34 mètres au-dessus du niveau de la mer[25],[26].

### XXesiècle
- 18 septembre 1901 : Le SS Kronprinz Wilhelm, paquebot allemand le plus moderne de son temps (vainqueur du Ruban Bleu) est endommagé lors de son voyage inaugural de Cherbourg à New York par une énorme vague. La vague a frappé le navire de front[27].
- 1909 : Le SS Waratah quitta Durban, Afrique du Sud avec à son bord 211 passagers et membres d'équipage mais n'arriva jamais au port du Cap[28],[note 4].
- Avril 1916 : le journal de bord et le récit d’Ernest Shackleton de l’expédition Endurance qui revint de l’île de l'Éléphant à bord du James Caird, un canot de sauvetage, évoquent une vague scélérate[28].
- Le navire militaire USS  Ramapo (en) (1933) – a mesuré une vague de 34 m[29], évoquée par Rachel Carson en 1951 dans Cette mer qui nous entoure.
- 29 Août 1916: Le croiseur américain USS Memphis (Précédemment USS Tennessee) est à l'ancre dans la rade de Saint Domingue par mer plate et sans vent. Par mesure d'économie toutes les chaudières sont "bas les feux" sauf deux et il s'en faut de plusieurs heures pour monter en pression et utiliser les hélices ou le cabestan. L'équipage horrifié voit apparaître du fond de l'horizon d'énormes séries de vagues qui atteignent le navire presque une heure après: Les déferlantes gigantesques déversent d'énormes paquets de mer par les manches à air des machines et même les ...cheminées du navire (qui culminent à 21 mètres au dessus de la ligne de flottaison). Les feux des chaudières sont noyés, le navire (ancré sur 14 mètres de fond rocheux) talonne dans les creux. Plusieurs embarcations transportant des permissionnaires sont coulées (45 morts), la canonnière USS Castine (qui, elle, a de la pression aux machines) s' échappe de justesse de la rade et gagne le large, après avoir frôlé le chavirage, tandis que l'USS Memphis casse sa chaîne d'ancre et est jeté à la côte rocheuse, toutes ses oeuvres vives détruites, il sera ferraillé laborieusement sur place, entre 1916 et 1938. L'enquête de commandement et le conseil de guerre évoqueront les effets d'un tremblement de terre (qui n'a pas été relevé sur la côte), mais il est bien plus probable que la série de gigantesques vagues soit issue du passage d'un cyclone tropical circulant au large, entre la Colombie et Cuba[30].
- 1943 : au large du Groenland, le pont avant du RMS Queen Elizabeth est enfoncé de 15 cm et les vitres de la passerelle, situées à 27 m au-dessus de la ligne de flottaison enfoncées[réf. nécessaire].
- 1963 : le croiseur Jeanne d'Arc, naviguant dans l'Océan Pacifique à environ quatre cents kilomètres des côtes japonaises, affronte un train de trois grosses vagues qui se caractérisent par une hauteur exceptionnelle (estimée par le commandant entre quinze et vingt mètres), une faible distance entre deux vagues (cent mètres environ), une direction différente (d'une vingtaine de degrés) du train de houle normal, une vitesse de propagation élevée (vingt nœuds) et une largeur très courte du phénomène, dont le front ne s'étendait que sur huit cents mètres environ (l'aviso Victor Schœlcher, naviguant deux milles plus loin, ne ressent rien du phénomène)[28],[9].
- 1974 : la proue du cargo norvégien Wilstar est enfoncée par une vague.
- 12 décembre 1978 : le cargo allemand München, réputé insubmersible, disparaît dans l'Atlantique Nord. Un morceau de canot de sauvetage retrouvé peu de temps après montre une pièce métallique déformée d'avant en arrière par une force énorme[31].
- 1980 : L'Esso Languedoc est balayé par une vague de 25 à 30 mètres. La vague a traversé le pont depuis l'arrière du supertanker français près de Durban, en Afrique du Sud, et a été photographiée par le second, Philippe Lijour[32].
- 1985 : L'USCGC Polar Sea (WAGB-11), alors qu'il passe au large de Vancouver, subit un coup de vent violent au cours duquel il fit par deux fois l’expérience des "Trois Sœurs". Cet incident coûta la vie à un marin. Il finit par rejoindre son port de Seattle pour boucler le premier tour du sous-continent Nord-Américain[33].
- 1er janvier 1995 : la plate-forme pétrolière de Draupner reçoit une vague de 25,6 m de haut alors que la hauteur significative n’atteignait que 10,8 m, mesurée en mer du Nord[34].
- février 1995 : le Queen Elizabeth 2 affronte une vague de 30 m dans l’Atlantique Nord. Son commandant, le capitaine Warwick, vit arriver : « ...un mur d'eau solide de 30 mètres de haut ! J'ai eu le sentiment de faire route droit sur les falaises de Douvres »[35],[8].
- 13 février 1997 : alors qu'il faisait route au départ de Rotterdam vers New York, le porte-conteneurs Tokio Express a été frappé par une vague scélérate à environ 20 miles (32 km) au large de Land's End. Il s'est incliné de 60 degrés dans un sens, puis de 40 degrés dans l'autre, perdant 62 conteneurs par-dessus bord[36],[37].

### XXIesiècle
- février 2001 : le Bremen et le Caledonian Star reçoivent trois vagues de 30 m dans le Pacifique Sud[8].
- avril 2005 : le Norvegian Dawn rencontre une vague de 21 m au large de la Caroline du Sud.
- 24 mai 2006 : le Pont-Aven rencontre une vague d’une hauteur d’environ 20 m au large d’Ouessant[23].
- 3 mars 2010 : le MV Louis Majesty, au large de la Catalogne, subit trois vagues de grande hauteur (plus de 8 m) : les vitres du salon passagers explosent, il y a deux morts et un blessé grave[38].
- 28 décembre 2011 : le Brigitte Bardot, un navire appartenant à la Sea Shepherd Conservation Society (SSCS) est très gravement endommagé par une vague scélérate alors qu'il poursuivait un baleinier japonais.
- 6 mars 2017 : le Jean Nicoli de la Corsica Linea subit une vague scélérate faisant voler en éclats les sabords de la passerelle de navigation endommageant fortement tous les appareils de navigation, le contraignant à être dérouté sur le port de Toulon au lieu de Marseille. « L’entrée dans la rade s’est effectuée à l’ancienne, au moyen d’une communication par VHF entre la passerelle, la machine et la barre »[39].
- Novembre 2020 : Au large de l'île de Vancouver, une bouée effectuant des relevés de données a été soulevée par une vague de 17,6 m de hauteur, une hauteur trois fois supérieure à celle des vagues voisines [40]

- 30 novembre 2020 : naufrage au large du cap de Bonne-Espérance de l'Imoca PRB de Kevin Escoffier lors du Vendée Globe 2020-2021. Le navigateur a très probablement été victime d'une vague scélérate provoquée par la combinaison entre le courant des Anguilles et le vent tempétueux qui soufflait cet après-midi là. Le bateau s'est disloqué et a sombré. Le skipper a juste eu le temps de s'extraire, déclencher sa balise de détresse et son radeau de survie. Jean Le Cam, Boris Herrmann et Yannick Bestaven, à la base des concurrents dans la course, sont déroutés par les organisateurs pour lui porter secours. Il sera trouvé dans la nuit suivante par Jean Le Cam après des heures de recherche. Les 3 skippers se verront dédommagés par des temps de compensation qui donneront la victoire à Bestaven quand le premier à franchir la ligne d'arrivée était Charlie Dalin (par ailleurs trop loin devant pour être sélectionné pour participer aux recherches).

- 30 juillet 2023 : une vague scélérate déferle sur les rochers de Cronulla, au sud de Sydney, et balaye mortellement Katherine Sandoval, étudiante colombienne vivant depuis cinq mois en Australie[10].